# 凯尔米斯
凯尔米斯（德語：Kelmis，德語發音：[ˈkɛlmɪs]），法语名拉卡拉米讷（法語：La Calamine，法語發音：[la kalamin]），是比利时瓦隆大区列日省韋爾維耶區的一个语言便利市镇，东北与德国接壤，最北端为比德荷三国交界点，通行德语，是比利時德語社群与东比利时的一部分，人口11,061人（2018年1月1日）。作为一个语言便利市镇，凯尔米斯市政部门为法语使用者提供法语服务。